# Batalla del Harpaso
La batalla del Harpaso se libró en 229 a. C. entre los ejércitos pergameneos y seléucidas en las orillas del río Harpaso, un afluente del río Meandro en Caria. La batalla en el Harpaso fue la última batalla de la guerra entre el rey Atalo I de Pérgamo y el príncipe seléucida Antíoco Hierax sobre el dominio del oeste de Anatolia. Atalo obtuvo una victoria decisiva y Hierax comenzó una campaña que fracasó en Mesopotamia, que llevaría a su derrota y muerte después en Egipto.
- Datos: Q16207292